# Lithophane obscura
Lithophane obscura là một loài bướm đêm trong họ Noctuidae.